# David Chisum
David Chisum (n. Fullerton, California; 5 de febrero de 1971) es un actor estadounidense conocido por interpretar a Miles Laurence, desde el 9 de febrero de 2007, en la serie One Life to Live, emitida por ABC Daytime. 
Está casado con Aishah desde el 16 de julio de 2000 tiene 3 hijos: Zoie (nacida en abril de 2001), Aiden (nacida en 2004)

## Filmografía
- iGoodbye: Coronel Steven Shey (2012)
- The Clique (2008)
- One Life to Live: Miles Laurence (febrero de 2007-actualidad)
- Cold Case (2005)
- Las Vegas (2004)
- 24 (2004)
- The Practice (2003)
- JAG (1996/2003)
- Charmed (2000)
- Sunset Beach (Brett: 1999)
- 3rd Rock From The Sun (1999)
- Melrose Place (1999)